# Jensen-Group
Jensen-Group is een internationale onderneming die machines voor de industriële wasserijsector maakt. De groep is gevestigd in België, maar heeft zijn oorsprong in Denemarken, op het eiland Bornholm. Zijn hoofdkantoor bevindt zich in Neerhonderd 33 in Wetteren. De groep heeft vestigingen in 23 landen en een distributienet in meer dan 50 landen. 
In maart 2023 zijn de Jensen-Group en Miura akkoord gegaan met de vorming van een joint venture. Jensen-Group heeft een aandelenbelang van 48% verworven van Inax Corporation, een Japanse dochteronderneming die geheel in eigendom van Miura is. Inax is een van de grootste productie- en distributiebedrijven voor industriële wasserijmachines in Japan. Miura neemt een belang van 20% in de Belgisch-Deense groep en wordt daarmee de op een na grootste aandeelhouder. Het belang van Jensen Invest, het vehikel van CEO Jesper M. Jensen, daalt naar 44%.